# Fort
Ein Fort [foːr] (französisch für „stark“, von lateinisch fortis) ist eine selbständige permanente Befestigungsanlage. Das Wort wurde in der Militärsprache gegen Ende des 16. Jahrhunderts aus dem Französischen entlehnt, wo es dieselbe Bedeutung besitzt. Es ersetzte zu jener Zeit das ältere deutsche Wort Feste oder Veste, das sich von „stark“, „fest“ herleitete und ebenfalls dieselbe Bedeutung besaß. Das Wort „Feste“ wurde allerdings am Ende des 19. Jahrhunderts in der deutschen Befestigungslehre in einer etwas veränderten Bedeutung neu aufgegriffen (vgl. unten).

## Zur allgemeinen Definition des Forts

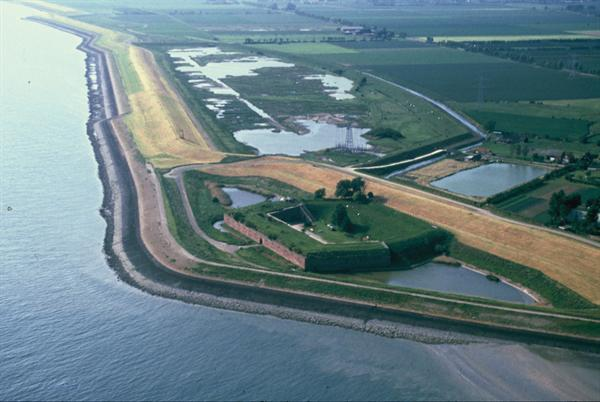
Fort Ellewoutsdijk. Erbaut zum Schutz der Scheldemündung im frühen 19. Jahrhundert vor Einführung der gezogenen Geschütze. Hoch aufgezogenes, reines Artilleriefort (nach den Vorschlägen von Montalembert) direkt am Ufer, Aufstellung der Geschütze in drei Etagen übereinander, aber praktisch ohne Nahverteidigung durch Infanterie.

### Definition
Die Bezeichnung „selbständige Befestigungsanlage“ bedeutet in diesem Zusammenhang, dass die Befestigung aus sich selbst heraus verteidigt werden kann, dass es über alle dazu notwendigen Mittel und das Personal verfügt und dass es in keinem unmittelbaren (direkten) Zusammenhang mit einer anderen Befestigungsanlage steht. Ein Fort ist somit eine auf sich selbst gestellte Verteidigungsanlage und unterscheidet sich begrifflich beispielsweise von einer Burg dadurch, dass es keine (dauerhafte) Wohn- und auch keine reine Fluchtanlage ist, auch wenn es in der Regel feste Unterkünfte für eine Besatzung besitzt. Allerdings sind die Übergänge zu ähnlichen Befestigungsanlagen (wie beispielsweise dem „Blockhaus“ oder der „Artillerieturm“ wie der Martello-, der Maximilians- oder der Malakoff-Turm) fließend, überdies war (ist) der Begriff nicht zu allen Zeiten und nicht in allen Sprachen eindeutig definiert. Aus diesem Grund werden im Englischen häufig auch die römischen Kastelle als „Forts“ bezeichnet.
Hauptaufgabe eines Forts war es, einen bestimmten Ort gegen einen Angriff zu decken und dabei die Verteidiger gegen die Waffenwirkung der Angreifer zu schützen. Forts können – unter oder ohne Mitbenutzung von Eisen (Stahl) – sowohl aus Erde, Holz (Palisaden), Stein oder Beton errichtet werden, deren Hauptaufgabe es ist, den Verteidigern Deckung zu geben und gleichzeitig die Waffenwirkung der Angreifer zu absorbieren. Die Größe, die Form und die Bauweise eines Forts richtete sich nach dem vorgesehenen Hauptzweck und den (angenommenen) Möglichkeiten des wahrscheinlichen Gegners. Daher veränderte sich seine Bauweise im Laufe der Zeit und passte sich dabei der Entwicklung der potentiellen Angriffsmittel an, weshalb das äußere Erscheinungsbild der Forts sehr weit variieren kann. Zur Fernverteidigung verfügten die meisten größeren Forts über Geschütze.

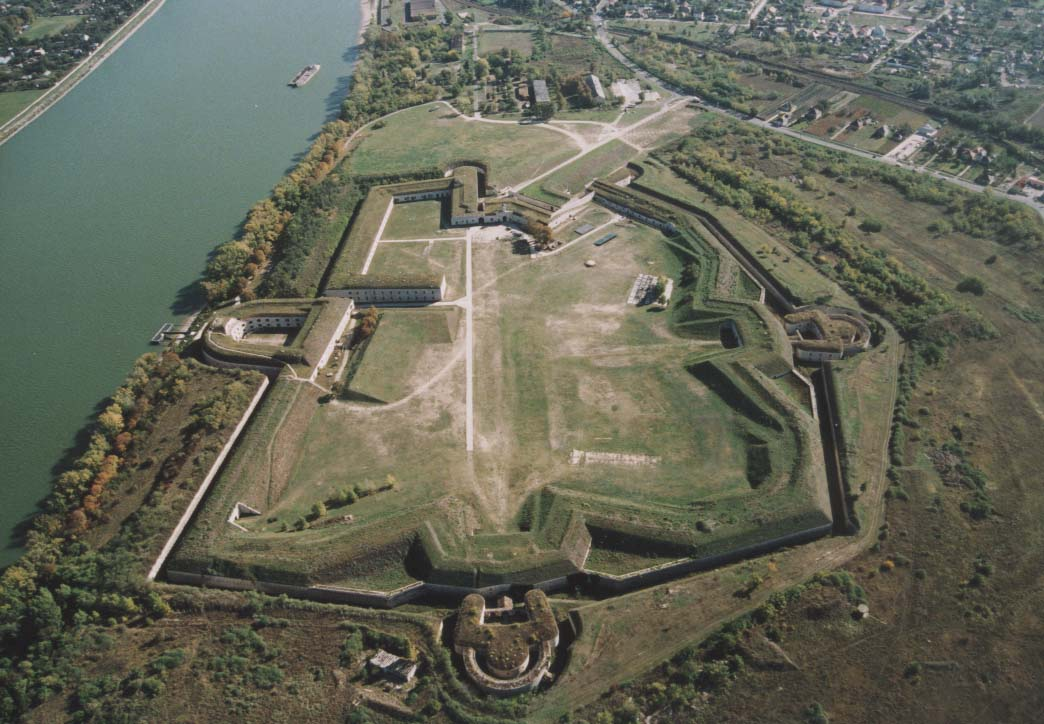
Luftaufnahme: detachiertes Fort von Komárom an der Donau. Aus dem 19. Jahrhundert vor Einführung der gezogenen Artillerie (nach dem neu-deutschen System, österreichische Variante). Die Geschütze stehen noch offen auf dem Wall, die Nahverteidigung ist in den großen hufeisenförmigen Kaponnieren konzentriert, die zum Teil Unterkünfte enthalten. Magazine und Kasernen unter den gedeckten Wällen. Die Kaserne in der Kehle (Kehlkaserne) ist gleichzeitig als Redouit und als Kaponniere ausgestaltet.

### Die Feste (neue Art)
Kurz nach Einführung der Brisanzgranaten (um etwa 1880) wurden Forts nur noch aus Beton und Stahl errichtet und weitestgehend unter die Erdoberfläche verlegt. Dabei wurden ab der Jahrhundertwende (zuerst in Deutschland) die Forts in ihre „Funktionsgruppen“ (z. B. Nahverteidigung, Fernverteidigung, Unterkünfte, Vorratsräume, Maschinenanlagen etc.) zerlegt und auf eine große Fläche verteilt, wobei nur die reinen Verteidigungsanlagen stellenweise die Erdoberfläche überragten. Die einzelnen „Funktionsgruppen“ sind lediglich durch tiefe unterirdische Gänge miteinander verbunden. Diese moderne Form des Forts wird häufig als „Feste“ (Mehrzahl: „Festen“) bezeichnet (und in dieser Bedeutung wurde das Wort als militärischer Fachausdruck in zahlreiche Sprachen übernommen).

## Das detachierte und das isolierte Fort

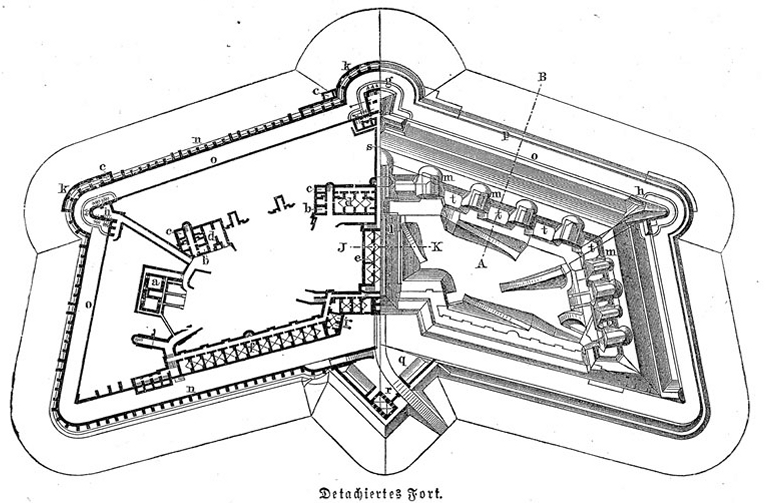
Grundriss eines standardisierten Forts (nach dem neu-deutschen System, preußische Variante) aus der zweiten Hälfte des 19. Jahrhunderts nach General Biehler zwischen der Einführung der gezogenen Geschütze, aber noch vor der Erfindung der Brisanzgranaten, wodurch die Forts bereits nach kurzer Zeit wieder überholt waren. Aufstellung der Geschütze zwischen Traversen, die Nahverteidigung ist in den kleinen Kaponnieren im Graben konzentriert; die Unterkünfte befinden sich im Wall der Kehle des Forts.

Seit Beginn des 18. Jahrhunderts unterscheidet man prinzipiell zwischen „isolierten Forts“ (auch „Einzelforts“ genannt) und den „detachierten Forts“ (d. h. eine von der Hauptbefestigungslinie „abgetrennte“ bzw. „losgelöste“ Befestigung). Sie unterscheiden sich vor allem dadurch, dass die „detachierten Forts“ innerhalb des Verteidigungsbereichs (Schussbereichs) großer Festungen liegen, während die „Einzelforts“ außerhalb einer solchen Zone erbaut wurden, was zwangsläufig auch Auswirkungen auf die Größe, die Bewaffnung und die Bauweise der Forts hatte.

### Das „isolierte Fort“
Die „isolierten Forts“ – manchmal auch „Sperrforts“ genannt – wurden meist einzeln oder in kleinen Gruppen zur Deckung strategischer Plätze errichtet (wie etwa Gebirgspässe, Landengen, Flussmündungen, Hafeneinfahrten, Meerengen oder Grenzen). Neben diesen Forts mit rein defensiven Aufgaben gab es auch „offensive Forts“, die zur Deckung vorgeschobener Militärstützpunkte – vornehmlich in kolonialen Gebieten – und damit auch zur Beherrschung bzw. Unterdrückung der einheimischen Bevölkerung dienten.

### Die „detachierten Forts“

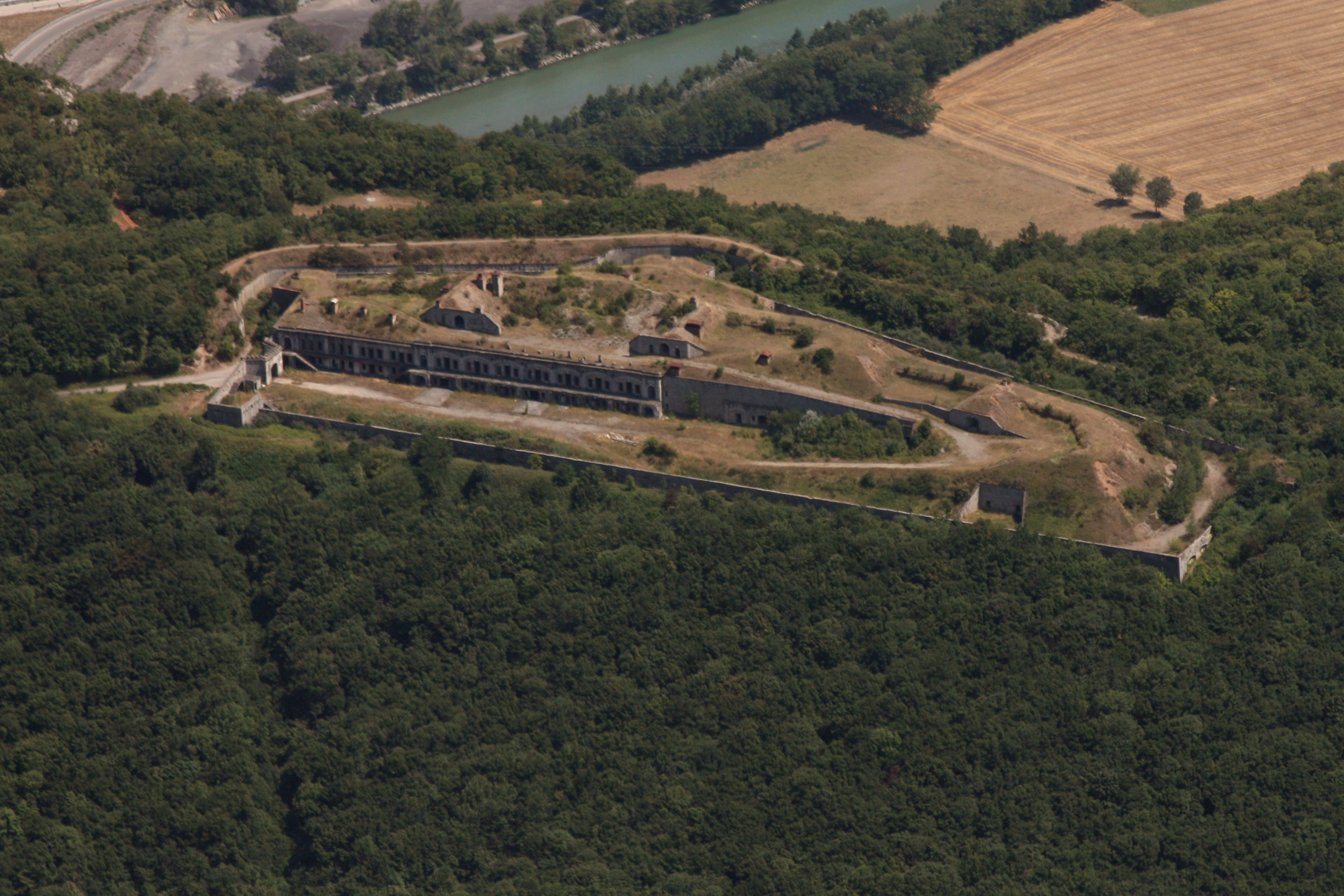
Fort de Comboire, detachiertes Fort von Grenoble nach dem System von General Séré de Rivières (letztlich eine französische Variante des neu-deutschen Systems). Aus der Zeit zwischen der Einführung der gezogenen Geschütze und der Erfindung der Brisanzgranaten. Geschütze offen auf dem Wall zwischen Hohltraversen, Nahverteidigung vernehmlich in den Kaponnieren im Graben konzentriert.

Mit der zunehmenden Verbesserung der Belagerungsartillerie erhielten ab Ende des 17. Jahrhunderts die Verteidigungsanlagen um große Festungen eine immer größere Tiefe. Um die feindliche Belagerungsartillerie möglichst lange daran zu hindern, die eigentliche Festung (d. h. die Stadt, die den Kern der Festung bildete) beschießen zu können, wurden zunächst nur einzelne Vorwerke der Befestigungsanlagen etwa eine Kanonenschussweite vor die eigentliche Verteidigungslinie gelegt (beispielsweise um nahegelegene Hügel mit in die Verteidigung einzubeziehen). Sie blieben zunächst aber in der Regel mit der Hauptbefestigungszone mit vorgeschobenen Wällen und Gräben verbunden. Diese vorgelagerten Verteidigungsanlagen wurden mit der Zeit immer weiter ausgebaut und mit wachsendem Abstand von der Hauptlinie wurden sie schließlich gänzlich „detachiert“, d. h. losgelöst, und zu selbständigen Befestigungsanlagen ausgebaut. Die Verteidigung der vorgeschobenen Befestigungen hingen aber dennoch noch immer in erster Linie von der dahinterliegenden Festung ab, auch wenn sie schon bald zur Rundum-Verteidigung befähigt wurden.
Das Prinzip der vorverlagerten Verteidigung wurde während des 18. Jahrhunderts immer weiter ausgebaut und während des 19. Jahrhunderts wurden dann alle großen Festungen, die zu jener Zeit noch ausgebaut wurden, mit einem „Gürtel“ von „detachierten“ Forts umgeben (→ Gürtelfestung). Mit der zunehmenden Schussweite der Geschütze wurde dieser „Gürtel“ aus einzelnen Forts immer weiter vor die eigentliche Festung verlegt. Begnügte man sich anfänglich bei der Errichtung von Außenforts mit einem Abstand von einigen hundert Metern vor dem Hauptwall, so wurden die letzten errichteten Anlagen nach der Einführung der „gezogenen“ Geschütze (um 1860) und der Brisanzgranaten (um 1880) etwa 8 bis 15 Kilometer vor dem Stadtzentrum der Festung erbaut (zum Beispiel in Antwerpen, Fester Platz Épinal, Köln, Lüttich, Mainz, Metz, Straßburg, Fester Platz Toul, Fester Platz Verdun).

### Zwischenwerke

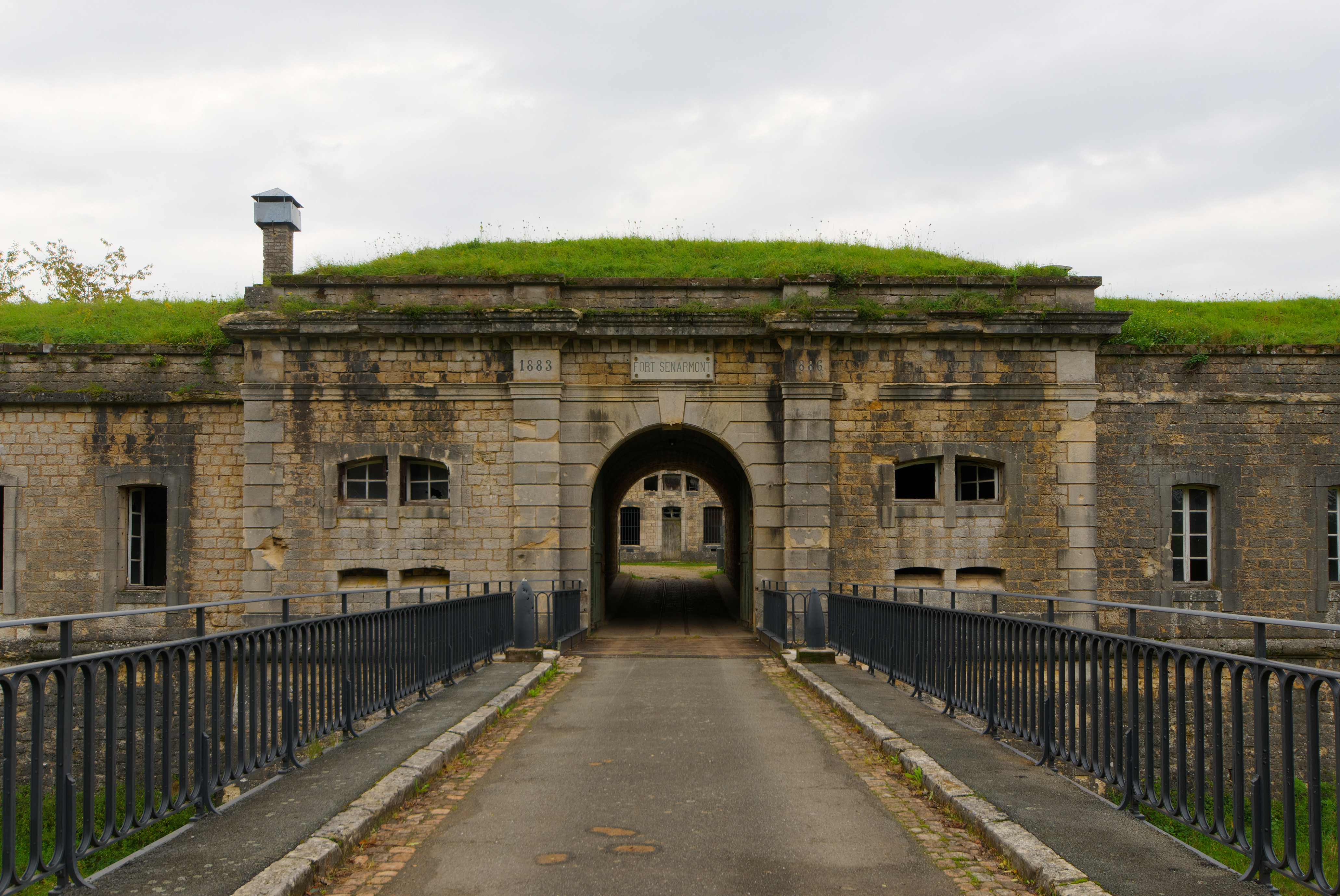
Fort de Bessoncourt mit Tor und Kehlkaserne

Mit der zunehmenden Entfernung der detachierten Forts von der Kernfestung wuchs zwangsläufig auch der Zwischenraum zwischen den einzelnen Fort an. Daher entstanden vor allem im hügeligen Gelände zu viele „tote Räume“ (also Zonen, die von den Forts nicht mehr direkt beobachtet werden konnten) zwischen den einzelnen Forts. Wurde der Abstand zwischen den detachierten Werken größer als 3000 Meter so wurden häufig zwischen den Außenforts der Festung sogenannte „Zwischenwerke“ errichtet. Dies waren, streng genommen, kleine bis sehr kleine Forts, bei deren Erbauung man aus Kostengründen meist auf die Fernverteidigung (also auf weitreichende Geschütze) verzichtete. Bei ihrer Planung und Einrichtung beschränkte man sich meist auf die Nahverteidigung, also auf Infanteriefeuer oder auch (seit Ende des 19. Jahrhunderts) auf Schnellfeuerwaffen wie leichte Revolverkanonen oder Maschinengewehre. Da die Zwischenwerke stets zwischen zwei detachierten Forts standen, konnte deren Artillerie die Fernverteidigung übernehmen. Zur Abwehr von Massenangriffen besaßen viele der Zwischenwerke auch mehrere leichte Geschütze.

### Kehlkaserne
Als Kehlkaserne wird ein Bau in einem Fort bezeichnet, der die rückwärtige Seite der Anlage abschließt. In diesem Fall ist das Bauwerk als Kaserne angelegt, mit der Möglichkeit der Nahverteidigung, da sich hier oftmals der Zugang zur Befestigung befindet. Aus der Kehlkaserne kann dann, außer aus den Grabenwehren, der Kehlgraben und der Waffenplatz vor der Zugbrücke (soweit vorhanden) bestrichen werden.